# Testamento de los Doce Patriarcas
Los Testamentos de los Doce Patriarcas hijos de Jacob, o simplemente Testamento de los Patriarcas, es un libro intertestamentario que refiere discursos y recomendaciones atribuidas a los doce hijos de Jacob antes de morir. Es incluido como parte del canon bíblico en la Iglesia ortodoxa armenia, siendo considerado como apócrifo por el resto de confesiones cristianas, así como por el judaísmo rabínico.

## Manuscritos
Se han encontrado fragmentos de copias en arameo de los Testamentos de Leví (1Q21, 4Q13, 4Q540, 4Q541), Judá (3Q7, 4Q538) y José (4Q539) entre los Manuscritos del Mar Muerto y uno de Leví (similar a 1Q21) en el depósito de la sinagoga de El Cairo, procedente de los judíos caraítas del siglo IX. Los manuscritos antiguos más importantes son los armenios (cuarenta y cinco), griegos (trece) y siríaco. También se dispone de una versión tardía en hebreo del testamento de Neftalí. El análisis de las divergencias entre los fragmentos y copias diferentes, revela que el libro sufrió un proceso de síntesis e interpolaciones.

## Autoría y fecha de composición
Según Dupont-Sommer (1951-1952) y Philonenko (1960), los Testamentos de los patriarcas son un producto de la comunidad esenia de Qumrán. El contenido central se articula con otros Manuscritos del Mar Muerto: El capítulo 17 de Leví se refiere al sacerdocio hasmoneo, un primer sacerdote (Judas Macabeo) y el cuarto (Juan Hircano) al cual siguen los sacerdotes perversos que persiguen a los sacerdotes justos y Leví 18 anuncia el nuevo sacerdote; el énfasis en el esquema pecado-exilio-retorno; la edición en un libro de diferentes partes escritas en diferentes momentos; y las notorias referencias y citas del Libro de Enoc (Simeón 5:4, Leví 10:5, Judá 18:1, Dan 5:6, Neftalí 4:1 y Benjamín 9:1). Además muestra la influencia del Libro de los Jubileos y el Sirácida y contactos con el Libro de la Sabiduría. Charles (1908) arguye que a pesar del origen judío del texto, las copias contienen interpolaciones cristianas.
Se estima por el análisis de los textos, que las partes más antiguas fueron escritas en arameo o hebreo entre el 200 y 174 a. C., en tanto que los manuscritos más recientes en arameo datan del 40 a. C. Algunos consideraron que el libro era de origen cristiano, pero los hallazgos de Qumrán demostraron su origen judío, aunque queda por esclarecer cuáles son las interpolaciones en las ediciones y copias cristianas.

## Presencia histórica
Aparece citado por Orígenes ("Homilia XV", Josuam vi). La Esticometría, encontrada en la Cronografía de Nicéforo de Constantinopla, menciona a Patriarcas con una extensión de 5.100 líneas, incluyéndolo en la lista de libros que no hace parte del canon bíblico. Figuró en los códices y listas del Canon de la Biblia de la Iglesia apostólica armenia, por lo menos hasta el siglo XIV. Por los cristianos armenios y por la traducción de un manuscrito griego al latín, hecha en 1242 por Roberto Grosseteste, fue conocido en Europa. En el siglo XVI fue citado por el anabaptista Pilgram Marbeck y en 1666 fue incluido en la Biblia Armenia de Oskan, impresa en Ámsterdam.
Además de las versiones armenias, a partir de las cuales hizo Josephianz su edición de 1863, se conocen las versiones eslavas, georgiana, serbia y moderna griega y las más recientes traducciones a las lenguas contemporáneas. 

## Contenido
La Ley es sinónimo de sabiduría (Leví 13:1-9) y se resume en el amor a Dios y al prójimo (Dan 5:3; Isacar 5:2-6; Benjamín 3:3). Esto incluye el amor a los enemigos (José 18:2: «Si alguno quiere haceros daño, rogad por él con afán de hacer el bien, y el Señor os librará de todo mal»; Benjamín 4:2-3: «El hombre bueno no tiene ojos tenebrosos, pues siente misericordia de todos, aunque sean pecadores. Aunque tramen algo malo contra él, vence al mal obrando el bien, protegido por la bondad; y a los justos ama como a sí mismo»); el perdón de las ofensas (Zabulón 8:1) y no harcerse justicia por la propia mano (Gad 6:10). Dios es el Señor de Paz en Dan 5:2 (también así lo llama Pablo, en 2Tesalonicenses 3:16, Romanos 15:33, Filipenses 4:9, 1Tesalonicences 5:23). Dios es misericordioso y perdona (Judá 19:3) y nos trata según tratemos a los demás (Zabulón 5:3, 8:2-3).
Dos espíritus se asientan en el hombre y su mente escoge a quien sigue: la verdad y el error. Beliar (el demonio), el "príncipe del error", envía el error (envidia, ira, lujuria, avaricia, etc.) (Simeón 2:7, Judá 19:4, Dan 1:6). Si alguien se refugia en el Señor, entonces huye de él el mal espíritu (Simeón 3:5, como Santiago 4:7).
El amor al dinero conduce a los ídolos (Judá 19:1). Dios ayuda al perseguido, libera al esclavo, alimenta al hambriento, visita al enfermo, desata al preso y defiende al calumniado (José 1:4-7). Judá 25:1-4 anuncia la resurrección y el triunfo de los pobres y los mártires; Leví 18:14 se refiere a la resurrección de los santos; el Aser 6:6 a la vida eterna y el de Dan 5:12-13 trata sobre la Nueva Jerusalén.
Según el Leví 8:13, el Mesías surgiría de Judá como Rey y será un nuevo sacerdote, a quien serán reveladas todas las Palabras (18:2) y expiará por todos los hijos de su generación y será enviado a los hijos de su pueblo; su Palabra es como palabra de los cielos y su enseñanza según la voluntad de Dios; su sol eterno brillará y su fuego quemará en todos los confines de la tierra; sobre las tinieblas brillará su luz, eliminará la obscuridad del orbe (4Q 541: 9,I,2-4) y habrá Paz en todo el mundo (18:4). 
Un tema fundamental para los Testamentos es la salvación universal y por tanto la salvación de los gentiles (Neftalí 8:3; Aser 7:3; Simeón 6:5; Leví 4:4, 8:14, 14:4; Judá 24:6).